# والت ألدريدغ
والت ألدريدغ (بالإنجليزية: Walt Aldridge)‏ هو موسيقي وكاتب أغاني ومنتج أسطوانات أمريكي، ولد في 12 نوفمبر 1955.

## وصلات خارجية
- والت ألدريدغ على موقع ميوزك برينز (الإنجليزية)
- والت ألدريدغ على موقع ديسكوغز (الإنجليزية)